# Santia urospinosa
Santia urospinosa är en kräftdjursart som beskrevs av Brian Frederick Kensley och Marilyn Schotte 2002. Santia urospinosa ingår i släktet Santia och familjen Santiidae. Inga underarter finns listade i Catalogue of Life.